# Báilame el agua
Báilame el agua es una película española del año 2000 dirigida por Josecho San Mateo, basada en la novela homónima de Daniel Valdés, que también fue quien adaptó el guion.

## Sinopsis
David (Unax Ugalde) y Carlos (Juan Díaz) son dos jóvenes veinteañeros, vagabundos, que viven en las calles de Madrid, durmiendo en bancos y compartiendo la vida con aquellas personas que, al igual que ellos, por distintas razones están en la calle. David es un chico introvertido, con un inmenso mundo interior que apenas sale a la superficie a través de su poesía. Un día David ve a una chica (María - Pilar López de Ayala) en el metro que le deja fascinado y tras varios días observándola, decide regalarle una poesía escrita especialmente para ella. A partir de ese momento, David y María vivirán una dilatada historia de amor contextuada en el Madrid más sórdido y cruel, un mundo de pensiones baratas, drogas y prostitución, donde la inseguridad y el miedo se enfrentan con el amor que hay entre María y David. Un descenso a los infiernos que cada día se cruza con cada uno de los que vivimos en las ciudades de un país que, como dijo Manuel Vázquez Montalbán, no hizo a tiempo la Revolución industrial.

## Poema
Este es el poema que David regala a María el día en el que se conocen, y por el cual surge el resto de la historia. Dará nombre a novela. En la película, es recitado por David (Unax Ugalde) en la escena final, a petición de María (Pilar López de Ayala).
Bailáme el agua
Úntame de amor y otras fragancias de tu jardín secreto.
Riégame de especias que dejen mi vida impregnada de tu olor.
Sácame de quicio.
Llévame a pasear atado con una correa que apriete demasiado.
Hazme sufrir.
Aviva las ascuas.
Ponme a secar como un trapo mojado.
No desates las cuerdas hasta que sea tarde.
Sírveme un vaso de agua ardiente y bendita que me queme por dentro, que no sea tuya ni mía, que sea de todos.
Líbrame de mi estigma.
Llámame tonto.
Sacrifica tu aureola.
Perdóname.
Olvida todo lo que haya podido decir hasta ahora.
No me arrastres.
No me asustes.
Vete lejos.
Pero no sueltes mi mano.
Empecemos de nuevo.
Sangra mi labio con sanguijuelas de colores.
Fuma un cigarro para mí.
Traga el humo.
Arréglalo y que no vuelva a estropearse.
Échalo fuera.
Crúzate conmigo en una autopista a cien por hora.
Sueña retorcido.
Sueña feliz, que yo me encargaré de tus enemigos.
Dame la llave de tus oídos.
Toca mis ojos abiertos.
Nota la textura del calor.
Hasta reventar.
Sé yo mismo y no te arrepentirás.
¿Por cuánto te vendes? Regálame a tus ídolos.
Yo te enviaré a los míos.
Píllate los dedos.
Los lameré hasta que no sepan a miel.
Hasta que no dejen de ser miel.
Sal, niega todo y después vuelve.
Te invito a un café.
Caliente claro.
Y sin azúcar. Sin aliento.

## Poemas del libro
Este poema, también escrito por Daniel Valdés, se incluye en el libro en el que se basa la película pero no aparece en ninguna escena.
Sí, sé lo que quiero
Prefiero morir vicioso y feliz a vivir limpio y aburrido. Prefiero encontrar una estrella en el fango a cuatro diamantes sobre un cristal. Prefiero que la estrella queme, sea fuego, a un tacto rezumante de frialdad. Prefiero besar el duro suelo veinte veces para llegar una sola vez a lo más alto a escalar poco a poco, sin caer nunca pero sin llegar jamás a la cima. Prefiero que me duela a que me traspase, que me haga daño a que me ignore. Prefiero sentir. Prefiero una noche oscura y bella, sucia y hermosa, a un montón de días claros que no me digan nada. Prefiero una cadena a un bozal. Prefiero quedarme en la cama todo el día pensando en mi vida a levantarme para pensar en la de otros. Prefiero un gato a un perro. Porque el gato te araña, es infiel, te ignora, se escapa, pero sabes que, a pesar de todo, no podría vivir sin ti. En cambio, el perro es tonto, no sabe nada, te obedece hasta el absurdo. Prefiero las mujeres gato a las mujeres perro, por las mismas razones. Prefiero el mar a la montaña. La vida es una noche tumbado en la playa, mirando las estrellas sin verlas, soñando despierto, dejando que la arena se cuele entre los dedos de mis pies, embriagado de todo. Y la noche, siempre la noche. Nunca la luz del sol. La noche es mágica. Me hace vivir, no pensar. Me pone en movimiento. Rompe mis esquemas. Prefiero las noches frescas de verano, andar con poca ropa, sentarme en el suelo y meterme algo de vida en el cuerpo. La mañana me sabe a dolor de cabeza. Me da sueño. Me quita las ganas de hablar. Me recuerda que soy mortal. Me recuerda que soy normal. La noche me hace único. Prefiero experimentar las cosas, aunque me hagan mal. Aunque me hiervan la sangre. Prefiero probarlo todo a morirme sin saber lo que me gusta. Y, más que nada, prefiero la vida que dan sus besos de caramelo y la suave caricia de su piel caliente.

## Reparto
| Actor/Actriz         | Personaje      |
| -------------------- | -------------- |
| Pilar López de Ayala | María          |
| Unax Ugalde          | David          |
| Beatriz Argüello     | Verónica       |
| Pilar Barrera        | Madre de David |
| Fede Celada          | Abundio        |
| Bárbara de Lema      | Reportera      |
| Antonio Dechent      | Facundo        |
| Juan Díaz            | Carlos         |
| Jesús Fuente         | Tino           |
| Ion Gabella          | Chuti          |
| Carlos Kaniowsky     | Manolo         |
| Paca Lorite          | Débora         |
| Anabel Mateo         | Enfermera      |
| Nuria Mencía         | Charito        |
| Jesús Noguero        | Yonqui         |
| Jake Nong            | Fumanchú       |
| Rafael Palmero Jr.   |                |
| María Alfonsa Rosso  | Estanquera     |
| Benjamín Seva        | Titanlux       |
| Inés Sájara          |                |
| Beatriz Sánchez      | Elena          |
| Juan Viadas          | Julito         |

## Nominaciones
- 2000: Festival de cine de Valladolid. Josecho San Mateo
- 2002: Festival de cine de París. Josecho San Mateo

## Premios
- 2001: Festival de cine español de Toulouse. Pilar López de Ayala
- 2001: Premio Sant Jordi. Pilar López de Ayala

## Comentarios
Daniel Valdés, autor de la novela homónima en que se basa la película, define así a la obra:
"Báilame el agua, pensiones oscuras, parques con bellos durmientes, una ciudad hecha de un solo callejón sin salida. La marginalidad de un circo de seres asociales donde crecen todos los enanos, el amor entendido como crudeza, con orígenes que queremos enterrar, con la muerte que soy yo y está en mí y con gentes que se cruzan en autopistas a cien por hora sin moverse de una estación de metro donde cantan en busca de la moneda del extraño. Y poesía. Y rabia. Todos los seres son uno y ninguno es igual que otro. Fernando Pessoa decía que sólo se entendía como orquesta. Cada uno de los instrumentos no dice nada por separado. Báilame el agua es una orquesta de personajes con un millón de personas en cada uno de ellos".
"Antes del rodaje de la película, quizá hubiera hablado de ciertos temas para describir este microcosmos hinchado a 35. Palabras altisonantes con amor, sexo, adicción o pobreza hubieran formado parte de mi discurso. Ahora, al ver ese mundo hecho fotogramas, sólo se me ocurre hablar de personas. De pequeñas historias cruzadas. Porque ahora todos los personajes de Báilame el agua existen, los veo hechos carne de sinceridad insultante, carne plagada de relaciones de dependencia que pudren dentadura o tripas o corazón, según golpee primero el hambre o el caballo o María. Y todo gracias a la magia de unos actores que han dado carne a los alientos de sus personajes, les han dotado de una densidad tangible que a veces me asusta. Me asusta porque ya no puedo imaginar otro David que no tenga el rostro sereno de Unax, otra María sin el mohín en los labios de Pilar, un Carlos que no mire de refilón como Juan".